# Furutaka-Klasse
Die Furutaka-Klasse (japanisch 古鷹型巡洋艦 Furutaka-gata jun'yōkan) war eine Klasse von zwei Schweren Kreuzern der Kaiserlich Japanischen Marine, die Anfang der 1920er Jahre gebaut wurden und im Zweiten Weltkrieg zum Einsatz kamen.

## Geschichte

### Entwurf und Bau

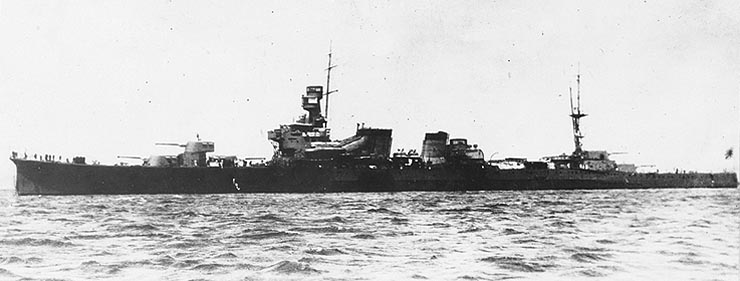
Der Kreuzer Kako 1926 nach seiner Fertigstellung mit sechs Geschütztürmen

Als Folge der Vorverhandlungen zu den Flottenverträgen von 1922 wurden die Schiffe der Furutaka-Klasse, basierend auf der japanischen Marinedoktrin, 1921 als schnelle Angriffs- und Aufklärungseinheiten konzipiert, welche die vermutete, aber vertraglich zu dem Zeitpunkt ihrer Planung noch nicht zwingend vorgeschriebene Gewichtsgrenze von 7.500 tn. l. nicht überschritten.
Sie sollte Nachtangriffe durchführen und den Gegner in kurzen Gefechten überraschend mit Geschützfeuer und Torpedos eindecken, um sich dann wieder in die Dunkelheit abzusetzen. Dafür wurden die Kreuzer mit zwölf Torpedorohren (zwölf geladene Torpedos und zwölf in Reserve) und sechs 20-cm-No.1-Geschützen in sechs Einzeltürmen ausgerüstet. So sollten sie in der Lage sein, Granaten mit einem Gesamtgewicht von 681 kg in einer einzigen Salve ihrer Hauptartillerie zu verschießen.
Die Gewichtsverteilung auf den Schiffen stellte die Planungsgruppe um Chefentwickler Yuzuru Hiraga vor zahlreiche Probleme, denn die Einzeltürme der Artillerie und die Torpedosätze trugen erheblich zu einer Topplastigkeit der Einheiten bei. Die Marineführung verlangte deshalb den Einbau der Torpedobewaffnung innerhalb des Rumpfes, so dass diese Waffen mit ihren unter Umständen auch für das eigene Schiff gefährlichen Sprengköpfen unmittelbar oberhalb der Maschinenräume gelagert wurden. Bei der Berechnung der Gewichte der verschiedenen Bauteile der Schiffe kam es allerdings zu einem Fehler, der den Tiefgang der Einheiten der Klasse um etwa einen Meter vergrößerte.
Der Bau der beiden Schiffe der Klasse wurde von der Marine 1922 eingeleitet, ein Jahr vor der offiziellen Genehmigung. Er wurde auf den Werften von Mitsubishi in Nagasaki und Kawasaki in Kōbe durchgeführt, die Fertigstellung verzögerte sich jedoch durch Streiks. Da die Kako zuerst auf Kiel gelegt wurde, war zunächst die Bezeichnung Kako-Klasse verwendet worden, was aber 1930 durch den Marineminister geändert wurde, so dass die Klasse nach dem zuerst vollendeten Schiff, der Furutaka benannt wurde.

### Bewaffnung

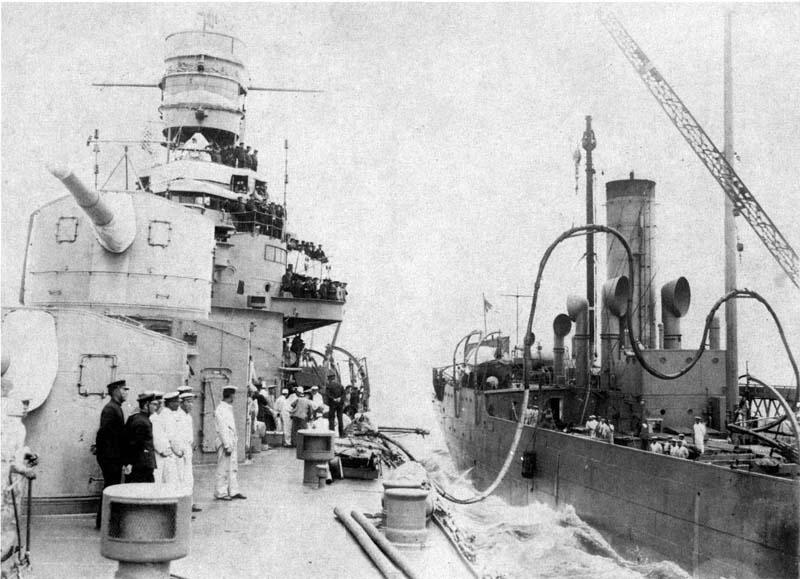
Der Kreuzer Furutaka 1935 bei der Treibstoffübernahme vom Tanker Tsurumi. Zwei der leicht gepanzerten Türme mit den 20-cm-L/50-Geschützen sind links zu sehen.

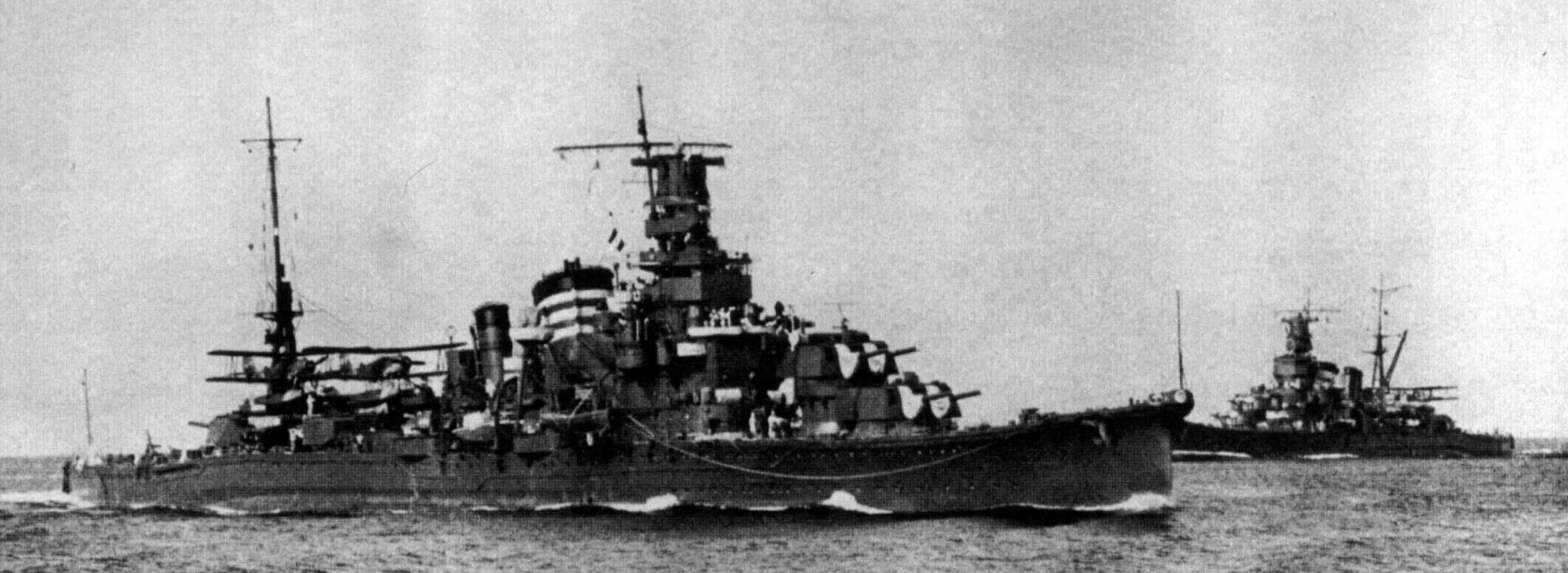
Die Furutaka 1941 mit dem Kreuzer Kinugasa im Hintergrund. Die Furutaka trägt hier nur noch drei Türme mit je zwei 20,3-cm-Geschützen. Auffällig ist auch der nachgerüstete Entfernungsmesser auf dem Dach des Brückenaufbaus.

Die Hauptartillerie der Schiffe bestand zunächst aus sechs Einzeltürmen mit je einem 20-cm-L/50-No.-1-Geschütz. Diese Geschütze konnten eine Granate bis zu 24.000 Meter weit schießen und waren für eine Schussfolge von bis zu fünf Schuss pro Minute ausgelegt. Effektiv erreichten sie jedoch nur knapp zwei Schuss pro Minute. Die Türme hatten eine dünne Panzerung aus 25-mm-Stahlplatten an ihrer Stirnseite, 19-mm-Platten auf dem Turmdach und 6,5 mm an ihrer Rückseite. Die Türme selbst wie auch ihre Munitionszufuhr waren auf Gewichtsersparnis hin ausgelegt. Als die sechs Türme mit je einem Geschütz schließlich auf beiden Schiffen bis 1939 durch drei Türme mit je zwei 20,32-cm-Geschützen ersetzt wurden, erhöhte sich damit auch das Gewicht der Hauptartillerie durch verbesserte Panzerung und stärker automatisierte Munitionszuführung um 105 Tonnen.
Die Flugabwehr bestand aus vier offenen Einzellafetten, die zunächst mit je einem 7,62-cm-Geschützen Typ 3 mit Kaliberlänge 40 ausgerüstet waren. Die Waffe wurde jedoch schon wenige Jahre nach der Indienststellung der Schiffe durch das 12-cm-Geschütz Typ 10 mit Kaliberlänge 45 ersetzt.

### Panzerung
Die Panzerung der Furutaka-Klasse war durch die Gewichtsbeschränkungen bei der Planung auf den Schutz der lebenswichtigen Schiffssysteme vor einschlagenden 15-cm-Granaten beschränkt. Gegen Granaten mit flacher Flugbahn war ein knapp 80 Meter langer 76 mm starker Gürtelpanzer aus NVNC-Stahl an den Rumpfseiten angebracht. Durch den Rechenfehler bei der Planung reichte er jedoch nur 2,21 Meter über die Wasserlinie – knapp einen Meter weniger als zunächst geplant. Die beiden Gürtelpanzer waren an ihrer Oberkante auf Höhe der Maschinenräume durch ein mit 35-mm-NVNC-Stahl gepanzertes Zwischendeck verbunden. Um die Schwachstellen – die Durchbrüche für die Schornsteine in diesem Deck – zu schützen, panzerte man die Schornsteinansätze bis zur Höhe von etwa einem Meter über dem Deck rundum mit 38 mm Stahl und zog eine aus dünneren Einzelplatten hochfesten Stahls bestehende 48 mm dicke Decke in das Wetterdeck ein. Der horizontale Schutz wurde über den Magazinen für Granaten und Treibladungen mit einer 51-mm-Stahldecke zusätzlich zum 35-mm-Deck verstärkt.
Die Aufbauten waren dagegen kaum geschützt und besaßen nur für den Bereich der Ruderkontrollen einen schwachen Splitterschutz aus hochfestem Stahl, der an keiner Stelle dicker als 25 mm war.
Der Schutz gegen Unterwassertreffer von Minen oder Torpedos war schwach dimensioniert. Zwischen dem 75-mm-Gürtelpanzer und den Maschinenräumen befand sich nur eine wasserdichte Abteilung, die mit ihrer Breite von etwa einem Meter als Expansionsraum die Druckwelle und mit ihrer 27 mm dicken Innenwand die Splitter einer Explosion auffangen sollte. Unterhalb des Gürtelpanzers war der Schutz noch schwächer, da dort die Außenhülle der Schiffe nur noch 22 mm dick war und die Innenwand des Expansionsraums auf 10 mm abfiel. Auf den Einbau eines Torpedowulstes wurde aus Gewichtsgründen verzichtet.

### Umbau

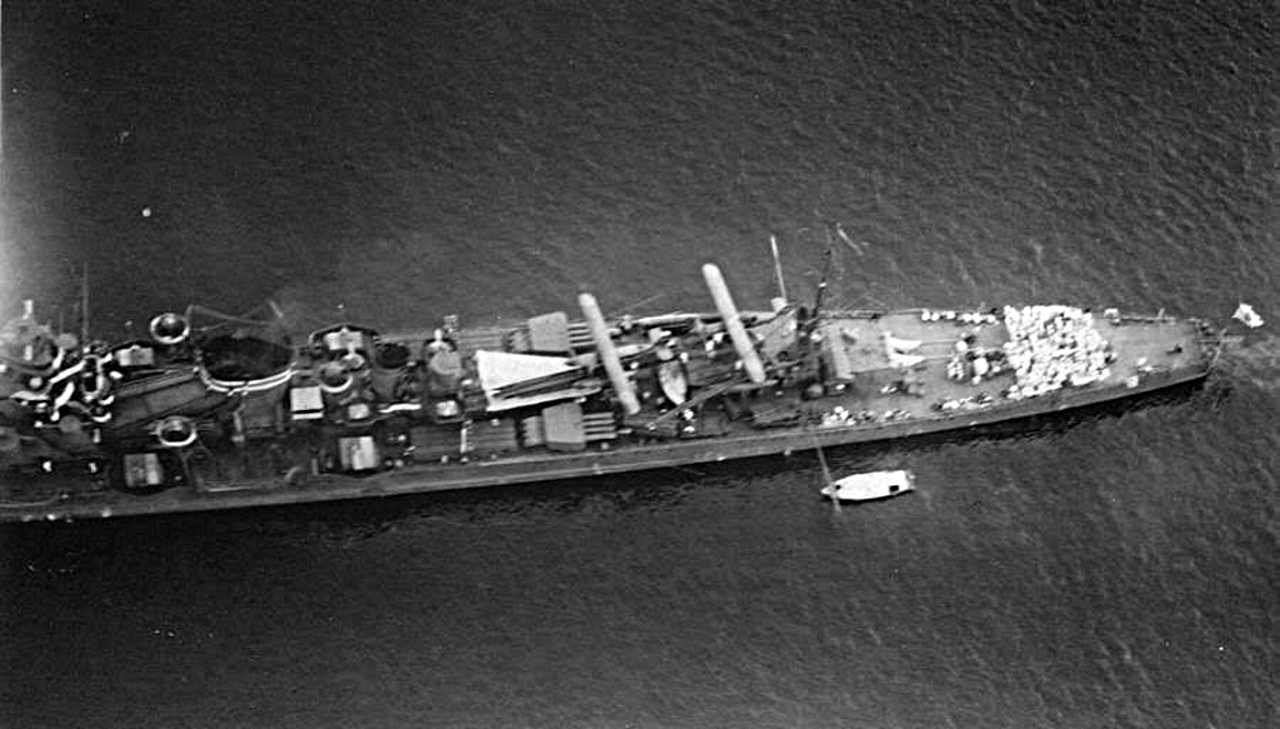
Das Achterschiff des Kreuzers Kako nach dem Umbau. Neben dem vorderen E7K-Bordflugzeug sind auf beiden Seiten des Schiffes die neuen Vierfachstarter für die Typ-93-Torpedos zu sehen.

Die Gewichtsprobleme durch die Bewaffnung wurden letztlich auf Kosten der Stabilität des Schiffskörpers gelöst, was Jahre nach der Fertigstellung zu umfassenden Umbauarbeiten und Nachrüstungen zwang. Die beiden Kreuzer der Aoba-Klasse sollten ursprünglich auch zur Furutaka-Klasse gehören, wurden aber noch im Bau umgeplant, so dass beispielsweise das Problem der sechs Geschütztürme mit je einem Rohr hier nicht auftrat, da man von Anfang an drei Zwillingstürme einbaute. Beim Bau der auf die Aoba-Klasse folgenden Myōkō-Klasse behob man die meisten der Fehler, die bei der Furutaka-Klasse gemacht wurden, schon im Planungsstadium.
Die Furutaka-Klasse wurde in einer zwei Jahre dauernden Aktion bis 1939 modernisiert, wobei unter anderem drei Geschütztürme wegfielen und nur ein Turm auf dem Achterschiff und zwei auf dem Vorschiff erhalten blieben, die aber je zwei Rohre trugen, so dass sich an der Gesamtbewaffnung nichts änderte. Ebenso fielen die Torpedorohre im Rumpf weg, und man baute auf dem Wetterdeck zwei Vierfachwerfer für 61-cm-Torpedos ein. Die Kessel wurden überarbeitet, und an Stelle von zwölf Kesseln mit insgesamt 102.000 PS (75.021 kW) wurden 1938/39 zehn Kessel mit insgesamt 110.000 PS (80.905 kW) installiert. Die Spitzengeschwindigkeit fiel von 34,5 auf knapp 33 Knoten.

### Verdrängung
Die Wasserverdrängung stieg durch die Umbauten an, so dass für verschiedene Ladungszustände die Verdrängung von Anfang 1937 deutlich niedriger war als die von 1938/39, nach dem Umbau:
- leicht: 8.075 t[7] auf 8.561 t[8]
- Erprobung: 9.996 t auf 10.507 t
- maximal: 10.761 t auf 11.273 t

## Einheiten
| Name            | Bauwerft             | Kiellegung                                                        | Stapellauf                                                        | Indienststellung                                                  | Verbleib                                                                                             |
| --------------- | -------------------- | ----------------------------------------------------------------- | ----------------------------------------------------------------- | ----------------------------------------------------------------- | --- |
| Kako (加古)     | Kawasaki, Kōbe       | 17. November 1922                                                 | 10. April 1925                                                    | 20. Juli 1926                                                     | versenkt am 10. August 1942 durch amerik. U-Boot USS S-44, bei der Insel Simberi                     |
| Furutaka (古鷹) | Mitsubishi, Nagasaki | 5. Dezember 1922                                                  | 25. Februar 1925                                                  | 31. März 1926                                                     | versenkt am 12. Oktober 1942 während der Schlacht von Cape Esperance, nördlich der Insel Guadalcanal |
| Kinugasa (衣笠) | Kawasaki, Kōbe       | Nach konstruktionsbedingten Änderungen als eigene Klasse geführt. | Nach konstruktionsbedingten Änderungen als eigene Klasse geführt. | Nach konstruktionsbedingten Änderungen als eigene Klasse geführt. | Nach konstruktionsbedingten Änderungen als eigene Klasse geführt.                                    |
| Aoba (青葉)     | Mitsubishi, Nagasaki | Nach konstruktionsbedingten Änderungen als eigene Klasse geführt. | Nach konstruktionsbedingten Änderungen als eigene Klasse geführt. | Nach konstruktionsbedingten Änderungen als eigene Klasse geführt. | Nach konstruktionsbedingten Änderungen als eigene Klasse geführt.                                    |